# مرج (شهربابک)
 روستای مرح مرکز دهستان پاقلعه و قدیمی ترین روستای منطقه قلعه کمر مرج از توابع بخش مرکزی شهرستان شهر بابک استان کرمان در جنوب شرقی ایران است.
روستای مرج در فاصله ۵۰ کیلومتری شمال شرق  شهر بابک قرار دارد این روستا از قدیم به مردمانی سخت کوش و مهمان نواز معروف بوده‌است که جمله (سفره مرد پاقلعه حکم 9 بلوک کرمان است) این روستا مردمانی باسواد و تحصیل کرده هم در دوران گذشته وهم در این دوران دارد. که اکثر مردمان آن دکتر، مهندس، خلبان و در ارگانهای مختلف به ویژه ارتش سپاه نیروی انتظامی مشغول خدمت هستند .
این روستا با ۱۱۰ خانوار در نزدیکی  کوه باشکوه و تاریخی به نام قلعه کمر مرج قرار دارد و شرایط طبیعی و اوضاع اقتصادی – اجتماعی آن شبه سایر روستاهای اطراف است، روستایی کوهستانی و دور افتاده که تابع شهرستان شهربابک است.
آب این روستا از چشمه و رودخانه تأمین می‌شود.
بسیاری از مردها برای کار به شهر می‌روند (شهربابک ، روستاهای نزدیک کرج، بندر عباس) و زن‌ها نیز در خانه قالی می‌بافند، قالی بافی زن‌ها قسمت مهم و بلکه اساسی از در آمد خانواده را تشکیل می‌دهد. به‌طور متوسط دو زن که روی یک قالی کار کنند هر ۳ ماه یک قالیچه می‌بافند.
ریس را بعضی خانواده‌ها از پشم گوسفندان خود تهیه می‌کنند و بعضی آن‌ها را نقد می‌خرند.
در دهکده مرج باغ‌های بادام و گردو وجود دارد. زراعت این روستا گندم و جو است.
این روستا چون قبل از اصلاحات ارضی به صورت خرده مالکی بوده، به همان صورت باقی‌مانده و روابط تولیدی آن همانطور فئودالی است.
اگر خشکسالی نباشد وضع مردم این ده زیاد بد نیست و به اندازه بخور و نمیر محصول دارند.
دهقانان کم زمین فراوانند و کشاورزان بی زمین نیز یافت می‌شوند. بزرگترین خرده مالک ده دارای ۷ حبه زمین است.
این روستا دارای دوقسمت پایین مرج و بالای مرج میباشد که یکی از کوچه های بسیار قدیمی آن به محله غیاث مشهور است که در قسمت بالایی روستا قرار دارد.
روستای مرج علاوه بر قلعه کمر که قدمت آن به بیش از شش هزار سال و گفته شده که احتمالا هم قدمت با میمند میباشد دارای آثار تاریخی بسیاری میباشد.
که از جمله این آثار قبرستانی بسیار قدیمی در نزدیکی مرج به نام قبرستان تیدو وجود دارد که سنگ این قبرها از جنس مرمر و قدمت بعضی از این قبرها به پیش از اسلام و بیش از دو هزار سال میرسد. که متاسفانه در اثر کنده کاریهای غیر مجاز و عدم توجه میراث فرهنگی بسیاری از این سنگها به غارت رفته.همچنین در این روستا قبری وجود دارد به نام پیر غریب که دارای سنگ نوشته ای قدیمی میباشد که احتمالا مال دوران بعد از اسلام میباشد و مشهور است که صاحب قبر انسان بزرگی بوده و مردم همچنان برای زیارت بر سر این مزار میروند.
در طی دورانهای مختلف قبرهای فراوانی در این روستا کشف شده که به دلیل شکل آنها و اشیایی که درون این دخمه ها بوده مشهور است که متعلق به گبرها میباشند.

## جغرافیای مرج
در ۵۲ کیلومتری شمال شرقی شهرستان شهربابک
در طول جغرافیایی ۴۴۸۱/۵۵ درجه (۵۵ درجه و ۲۶ دقیقه از ۵۳ درجه شرقی) و عرض جغرافیایی ۲۶۶۹/۳۰ درجه (۳۰ درجه و ۱۶ دقیقه از ۱ درجه شمالی
ارتفاع از سطح دریا: ۲۱۸۴ متر

## معانی واژه مرج و اصطلاح آن
معنای مرج (به نقل از فرهنگ فارسی عمید صفحه ۱۰۷۴)؛
چمنزار
سرزمین پهناور سبز و خرم، چراگاه

## نامهای محلی مرج
مور (mewr)

## جغرافیای طبیعی و اجتماعی مرج
آب و هوای مرج معتدل کوهستانی است با ویژگی زمستانهای سرد و تابستانهای معتدل.
دشتهای اطراف مرج پوشیده از درختان بنه (پسته وحشی)، بش (بادام کوهی) و درختچه‌های ارچن (بادام وحشی) و بوته‌های کتیرا، جاز و بعضی گیاهان دارویی از جمله زیره، آلاله، کلپوره و... است.
در کوه، دشت و باغ‌های این منطقه جانورانی همچون مار، مارمولک، بزمجه، جوجه تیغی، سنجاب، سیخور، لاک‌پشت، گراز، آهو، بز کوهی، گرگ، کفتار، روباه و همچنین انواع پرندگان از قبیل عقاب، شاهین، هوبره، طیهو، کبک، بلدر چین، کبوتر، بلبل، قناری، شانه به سر، دارکوب، فاخته، دم جنبانک، کلاغ و کلاغک وجود دارد.
رودخانه روستا فصلی است و در اطراف آن چشمه‌های زیادی یافت می‌شود و در این اواخر یک سد خاکی در ابتدای مدخل آن به مرج احداث شده‌است.
روستا دارای آب لوله کشی، برق، دهداری، مخابرات، مدرسه، مسجد، حمام عمومی، پایگاه بسیج، نانوایی،زمین چمن مصنوعی و جهاد میباشد.
در قبرستان روستا که نام محلی آن " پا تویا بالا " است علاوه بر دفن اجساد در گذشتگان، پیکر مطهر شهید به نام‌های: علی فاتحی مرج، عباس شفیعی مرج، حسین ملاحسینی و حسین فاتحی مرج دفن شده‌است.
مردم ده همگی مسلمان و شیعه دوازده امامی هستند.
اقتصاد مردم بر محور کشاورزی، دامداری ٬قالی بافی و کار در مجتمع مس سرچشمه می‌چرخد.
مردم در طول سال زمستان‌ها را در خانه‌های سنگ و گلی خود می‌مانند و به کار قالی بافی و نگهداری دام‌ها می‌پردازند و در اول بهار به مناطق سر سبز و خوش آب و هوا جهت زندگی ایلیاتی می‌روند. که عمده فعالیت آن‌ها پرورش دام و استحصال محصولات لبنی (از قبیل کشک، مسکه و روغن زرد) می‌باشد. کشک میش منطقه جزو مرغوبترین نوع کشک‌های استان کرمان است.
بعد از این مرحله مردم به باغداری در باغ‌های گردو، بادام و میوه و همچنین کاشت و زراعت گندم، جو، نخود و ... می‌پردازند.
در سال‌های اخیر به علت خشکسالی و سرما زدگی‌های چند ساله منطقه و رکود کشاورزی و همچنین تحصیل فرزندان، عده زیادی از اهالی به مرکز شهرستان ، مهاجرت کرده‌اند.

## قلعه کمر مرج

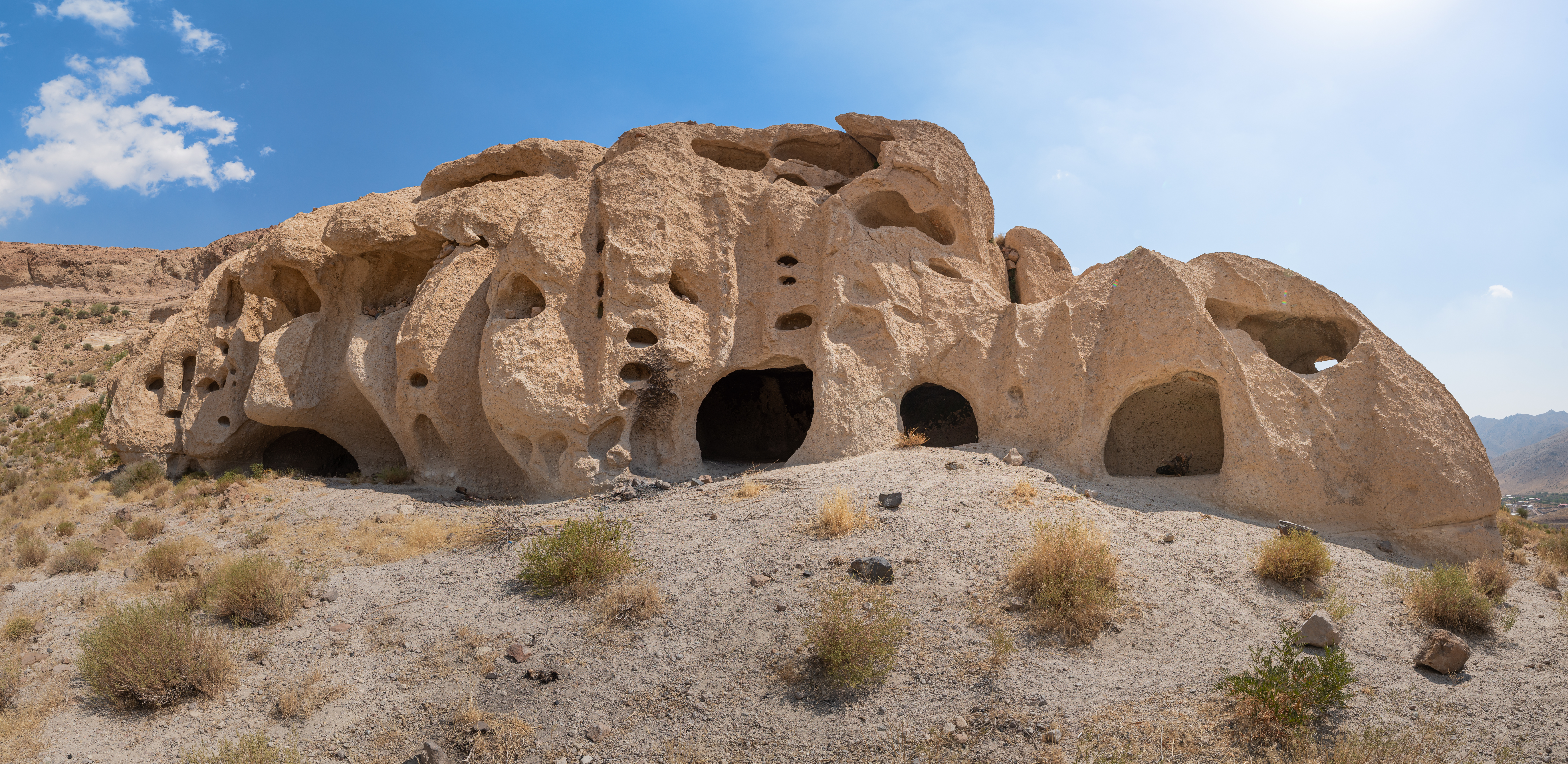
قلعه کمر مرج

قلعه کمر یکی از آثار برجسته تاریخی شهرستان شهربابک می‌باشد که قدمت آن (طبق بررسی‌های دکتر دیتریش هوف آلمانی) به زمان انسان‌های نخستین بر می‌گردد.
این قلعه در ادوار مختلف مرکز حکومت منطقه به حساب می آمده‌است، و در قرون گذشته مرکز خوانین بوده و به همین علت روستاهای اطراف آن را دهستان پاقلعه نامیده‌اند.(همچنین روستایی که در همان نزدیکی به اشتباه به نام پاقلعه نامیده میشود که همان افکوس قدیم میباشد و هیچ ربطی به قلعه کمر مرج ندارد)
و مرکز این دهستان روستای مرج می‌باشد. و از قدیم این روستا مرکز خدمات دهی به روستاهای مجاور بوده و  موفقیت‌های علمی و مدیریتی و فرهنگی افراد این روستا گویای این ادعاست.
دهستان پاقلعه شامل روستاهای : افکوس( پاقلعه) ٬کهنوج، کوشه (کیشه)، باب حیه، مرج . پیش اوستا، سرخان، ریسه می‌شود.
قلعه طبیعی کمر در نزدیکی(۳۰۰ متری) روستای مرج، در ۵۳ کیلومتری (شمال شرقی) شهربابک واقع شده‌است.
این قلعه که کوهی منفرد و نسبتاً مرتفع است سطحی کاملاً صاف با حدود ۴ کیلومتر مربع وسعت و حدود ۵۰۰ متر ارتفاع داردو از دو قسمت تشکیل شده، قسمت کوچکتر آن از پایین، برج قلعه به نظر می‌رسد قسمت بزرگتر قلعه را دیوارهایی صخره‌ای و طبیعی با حدود ۳۰ تا ۴۰ متر ارتفاع در بر گرفته‌اند که ورود به سطح قلعه را غیرممکن می‌سازد.
تنها راه ورودی قلعه دو قسمت آن را از هم جدا می‌کند.
بین دو قسمت قلعه چاهی به عمق ۱۰ متر و قطر ۲ متر وجود دارد.
به گفته اهالی و بومیان منطقه این چاه در زمان‌های قدیم یک تونل (راه مخفی) بوده که دهانه آن در خود روستای مرج قرار داشته و هنگام حمله دزدان و... بومیان قادر بودند از این طریق و با اسب و قاطر به سرعت خود را به بالای قلعه رسانده و در پناهگاهای ساخته شده در بالای قلعه پناه می‌گرفتند. اما بعد از تخریب دهانه ورودی این تونل از آن به عنوان سیاه چال و خزانه اموال و اشیاء استفاده می‌شده‌است
ناگفته نماند که به دلیل وجود شایعه‌های مبنی بر وجود همین اموال و اشیاء باستانی و گنج‌های ... اکتشافات غیرقانونی توسط افراد متخلف صورت گرفته که زیان‌های جبران ناپذیری به این قلعه وارد کرده‌است.
هر دو قسمت قلعه دارای راه پله‌ای است که در کوه کنده شده، پله‌ها با ارتفاع ۲۰ و پهنای ۷۰ سانتیمتر تا سطح قلعه پیش می‌روند.
در کنار راه پله‌ای که به سطح اصلی قلعه ختم می‌شود، سنگ نوشته‌ای به ابعاد ۱۲۰ در ۹۰ سانتیمتر وجود دارد. سنگ نوشته‌ای دیگر در این قسمت وجود دارد که بر روی آن حک شده‌است ." محمد ... سبعین و تسمعانه (۹۷۰ ه. ق) ".
حوضی کوچک به اندازه‌های ۷۰ در ۵۰ در ۳۰ سانتیمتر در پایین راه پله متصل به سطح اصلی قلعه وجود دارد.
روی سطح قلعه ۲۰ فضای غار مانند (که پناهگاه مناسبی در مقابل آفتاب و باران است) در داخل زمین ایجاد شده که ابعاد هر یک از آن‌ها ۲ در ۵/۲ متر است. بعضی از آن‌ها دارای اجاق هستند. این اتاق‌ها محل اقامت ساکنان قلعه بوده‌است که هم‌اکنون با خاک و سنگ پر شده‌اند.
علاوه بر اتاق‌های غار مانند، حوضی در سنگ با ابعاد منظم کنده شده که اندازه آن ۳۰/۴ در ۳۰/۲ متر می‌باشد و به وسیلهٔ ۳ پله به پهنای ۹۰و ارتفاع ۴۰ سانتی‌متر به سطح قلعه راه پیدا می‌کند. به نظر می‌رسد که این محل آب انبار بوده‌است.
در قسمت شرق قلعه تکه آجرهای زیادی به چشم می‌خورد این تکه آجرها به ابعاد ۲۰ در ۲۰ سانتی‌متر و قطر ۴ سانتی‌متر بودهاند که هنوز هم می‌توان نمونه‌های سالم آن‌ها را آنجا مشاهده نمود.
زینت دهنده سطح قلعه تنها درخت بنه‌ای است که در وسط قلعه قرار گرفته‌است.
در کنار قسمت کوچکتر که برج آن به نظر می‌رسد دو حوض در سنگ کنده شده، حوض بزرگتر آن تقریباً بیضی شکل و قطر بزرگ آن ۵/۶ متر و قطر کوچک آن ۲ متر است و ۲متر هم ارتفاع دارد.
این حوض دارای ۴ راه آب است که این مجراها به دقت در سنگ کنده شده‌اند.
حوض کوچکتر دارای ۱۰/۴ متر طول و ۲۵/۱ متر عرض و ۱۰/۱ متر ارتفاع است و یک مجرای آب هم در آن دیده می‌شود.
آبی که بر سطح قلعه می‌بارید به وسیلهٔ این مجراها وارد حوض می‌شده و آب سالانه ساکنان (و ستوران آن‌ها را) تأمین می‌کرده‌است.
در بالای حوض کوچک سنگ نوشته‌ای به ابعاد ۸۰ در ۱۱۰ سانتی‌متر وجود دارد.
روستای مرج، دخمه‌ها جنبی و دستکند
در پای این قلعه دو طبقه اتاق‌های صخره‌ای وجود دارد که بافت و معماری این دخمه‌ها مشابه روستای دستکند میمند می‌باشد. .
```
منبر سنگی و دستکند قلعه مرج همچنین در قسمت انتهایی قلعه یک سکوی منبر مانند به همراه کنده کاری‌هایی در نزدیکی آن مشاهده می‌شد که به گفته بومیان یک عبادگاه و محل تجمع مردم بوده‌است. اما متأسفانه این منبر و دیگر قسمت‌های قلعه در بهار سال ۱۳۸۸ با بی‌توجهی مسئولین مربوطه توسط افراد یاغی و سارق فرهنگ این آب و خاک به منظور یافتن اشیا گرانبها کاملاً تخریب شد و امروزه این عکس‌ها کمتر واقعیتی خارجی دارند!
```

متن اصلی به همراه عکس 